# Église Saint-Riquier de Fontaine-sur-Somme
L'église Saint-Riquier est une église catholique située à Fontaine-sur-Somme, en France.

## Historique
L’église de Fontaine a été édifiée à la fin du XVe siècle et au début du XVIe siècle (règnes de Charles VIII et de Louis XII). L’architecture est de style gothique classique, à l’exception du portail qui est de style gothique flamboyant. Elle a été très gravement touchée par les combats de 1940. Il ne restait debout que les murs.
Les cloches tombèrent à la suite de l’incendie. Des habitants les ont enterrées durant la guerre pour éviter le pillage. Une seule cloche fut rescapée de l’ancien carillon : Marie Antoinette.
L'édifice fut classé au titre des monuments historiques en 1941. Le portail avait déjà été classé en 1910.
La restauration commencée après la Seconde Guerre mondiale fut longue et s'acheva dans les années 1970.
Une contribution fut lancée auprès des habitants de la Commune afin de constituer un nouveau carillon. L’ancien carillon était composé de : Charlotte Élisabeth (mi bémol de 900 kg), Isidore Sophie (fa de 692 kg), Jeanne Catherine (sol de 498 kg), Marie Antoinette (la de 420 kg) et Jeanne Henriette ou Dindin (ré de 60 kg). Le nouveau carillon est composé de : Élisabeth (fa de 800 kg), Jeanne Armelle Berthe (sol de 530 kg), Marie Antoinette (seule rescapée de l’ancien carillon : la de 420 kg), Claudette Florence (si bémol de 335 kg), Michèle Adrienne (do de 250 kg) et Agnès Françoise (si bémol de 45 kg). Il manque une cloche pour avoir l’octave complète.

## Description sommaire

### Extérieur
Le portail flamboyant du bas-côté nord demeuré intact est décoré de statues de saint Riquier avec sa mitre et sa crosse, au centre, de saint Pierre avec sa clé, à droite, et saint Adrien avec son enclume, à gauche. Au sommet, dans les écoinçons, se reconnaissent les emblèmes de Louis XII, le porc-épic et de François Ier, la salamandre sculptés dans des médaillons où sont gravées les dates de 1510 et 1515. 
Le clocher-porche est surmonté d'une flèche en pierre datant du XVIIe siècle. Il a été reconstruit après la guerre.

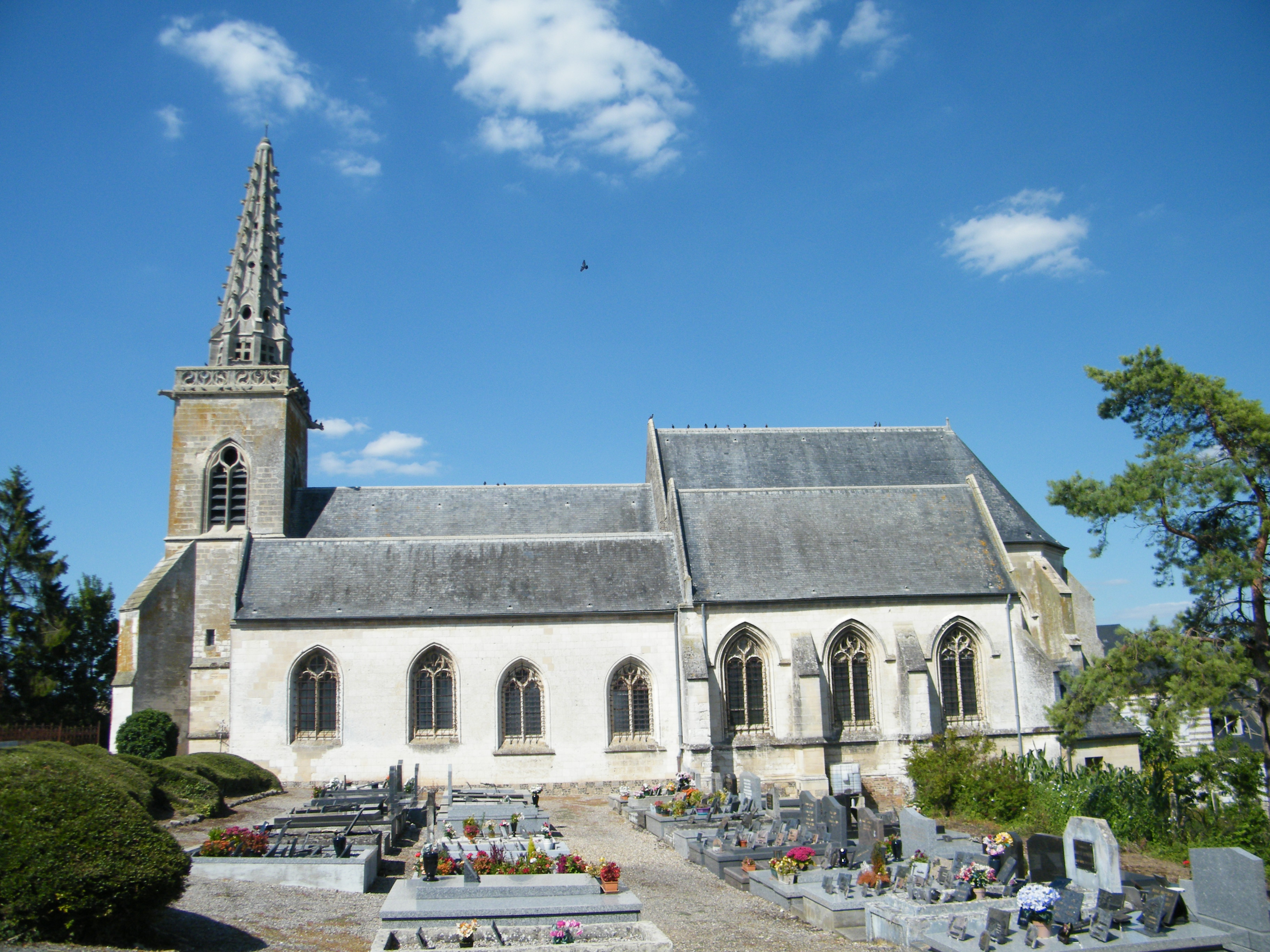
Façade sud.
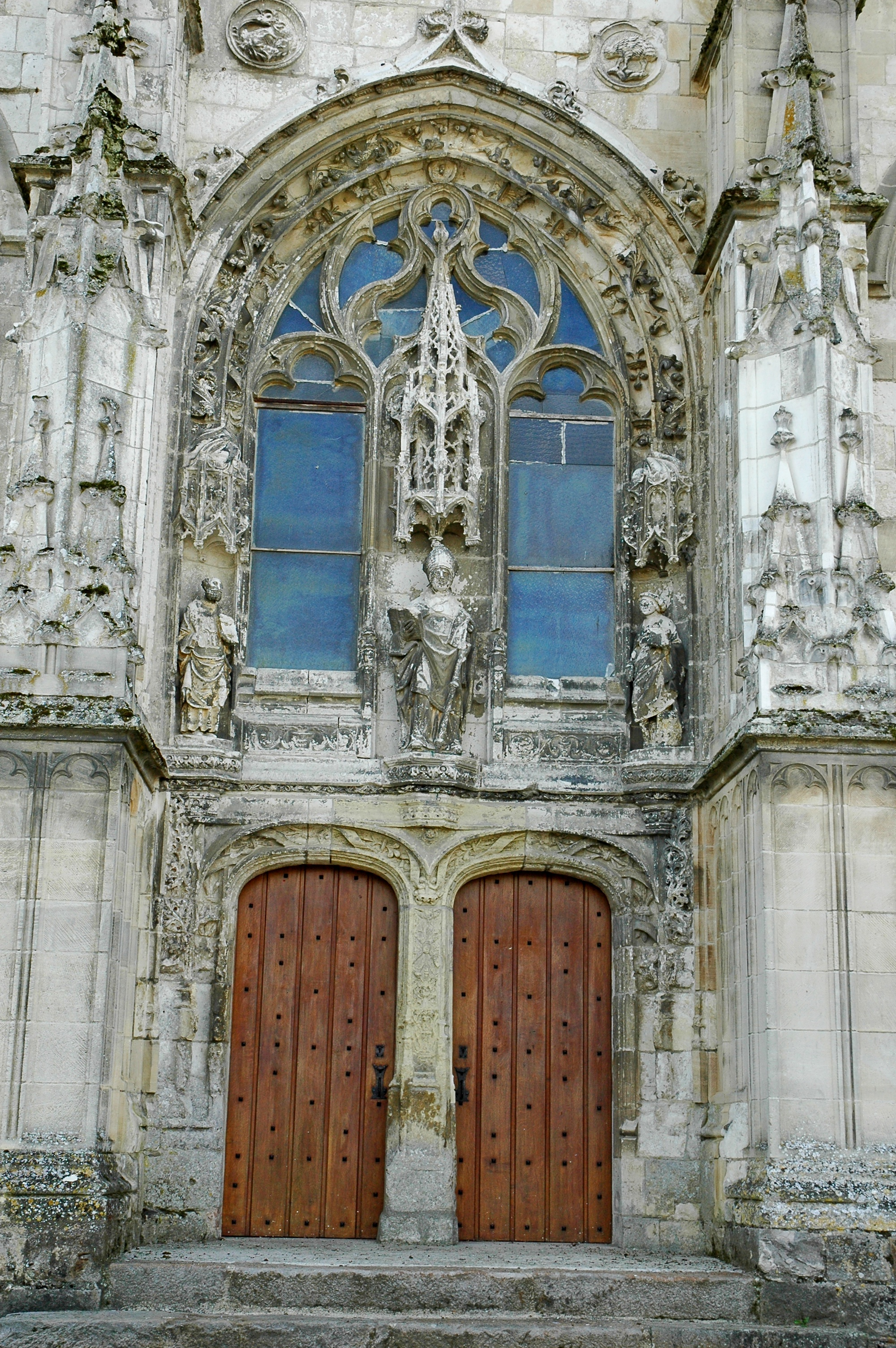
Portail flamboyant du bas-côté nord.
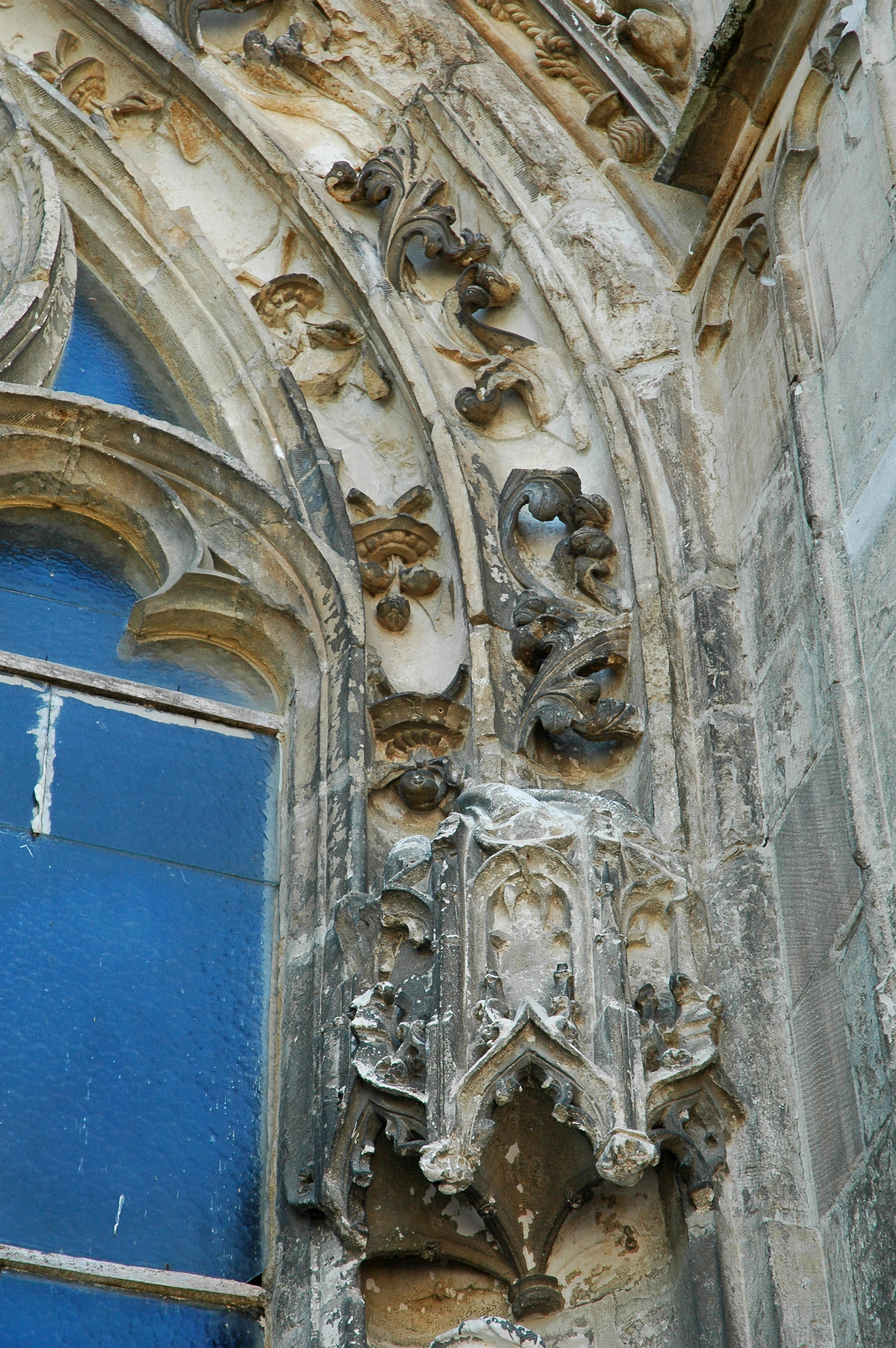
Détail du portail du bas-côté nord.
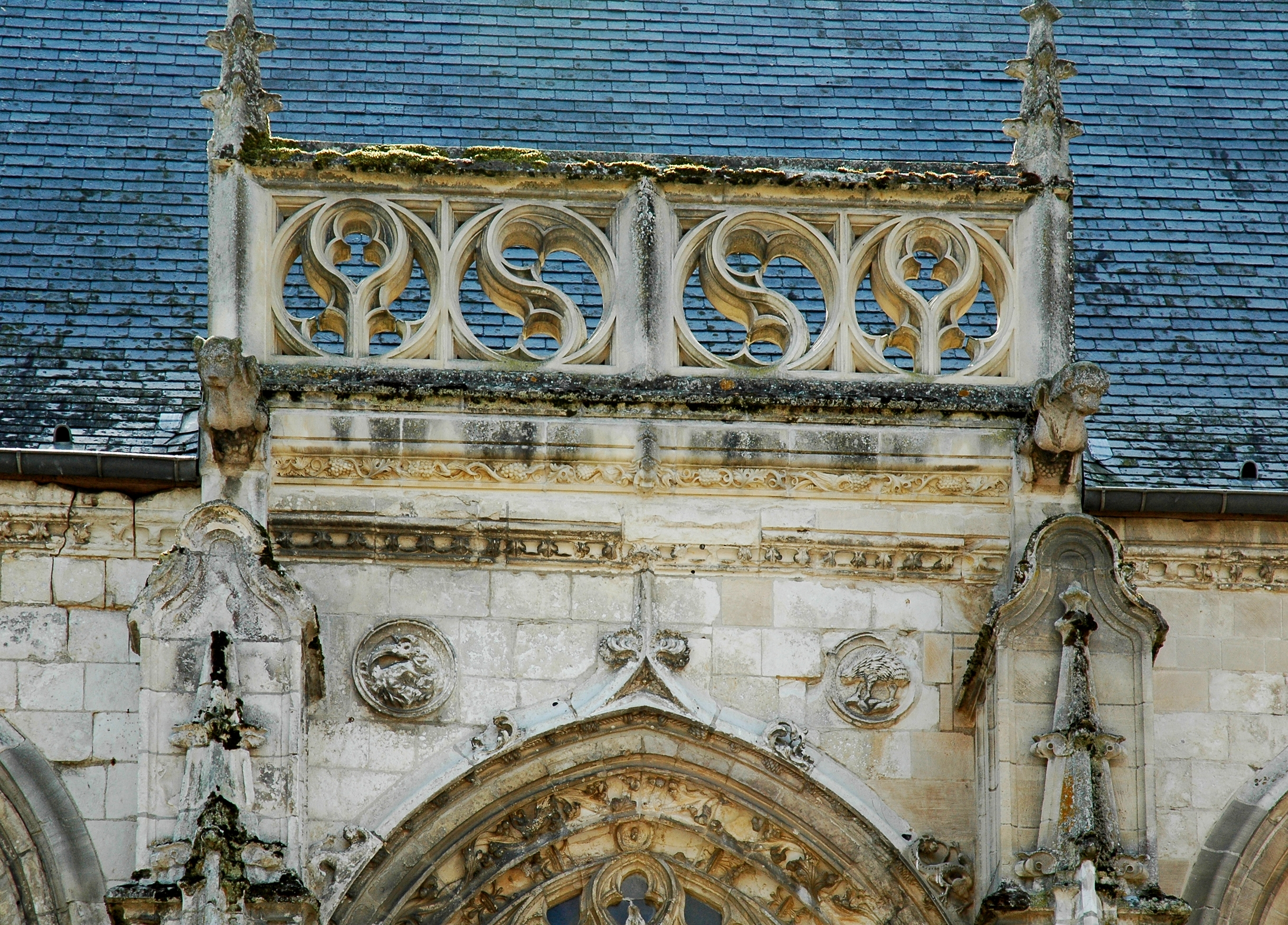
Partie supérieure du portail du bas-côté nord.
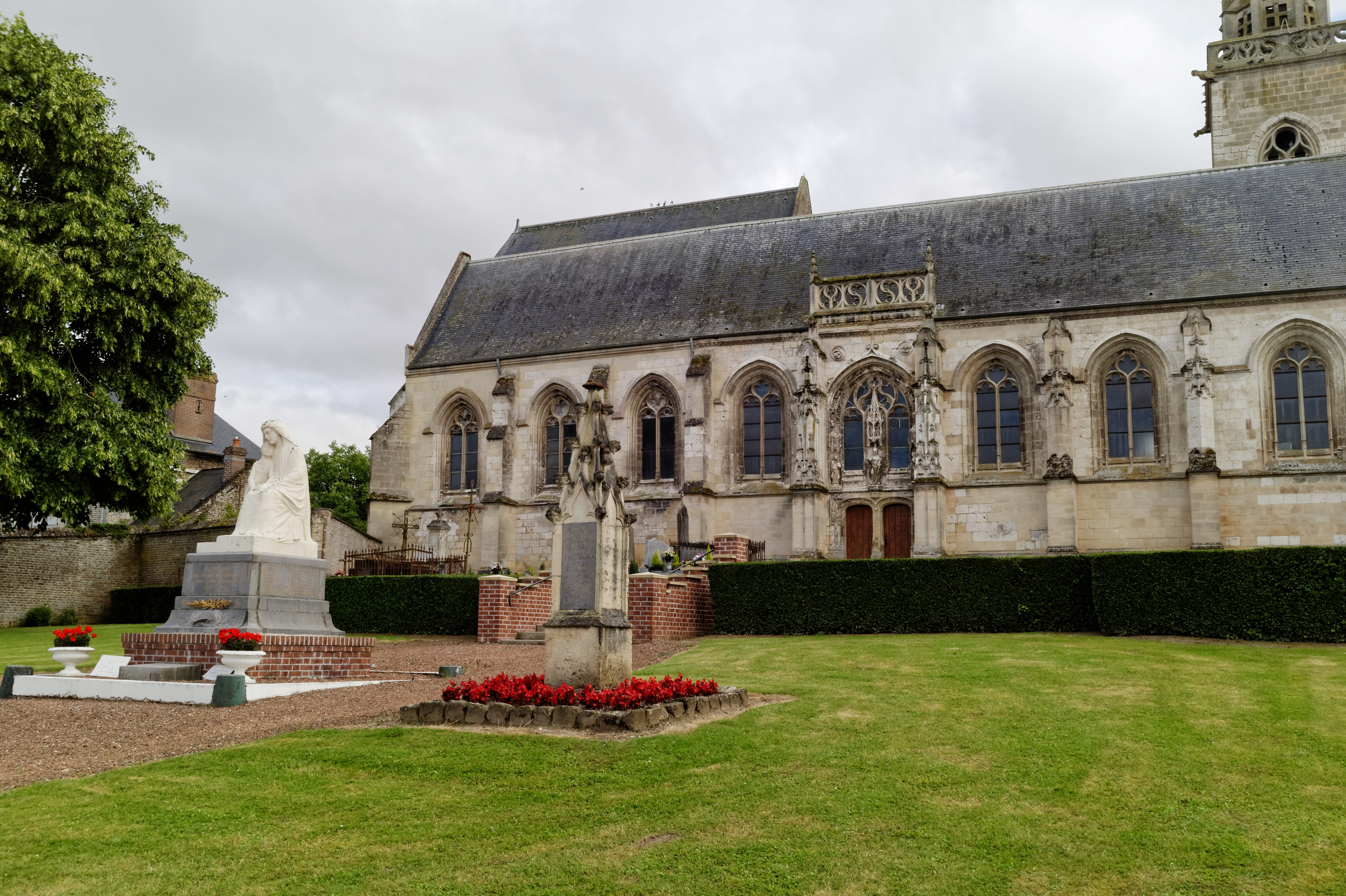
Portail gothique flamboyant, façade Nord
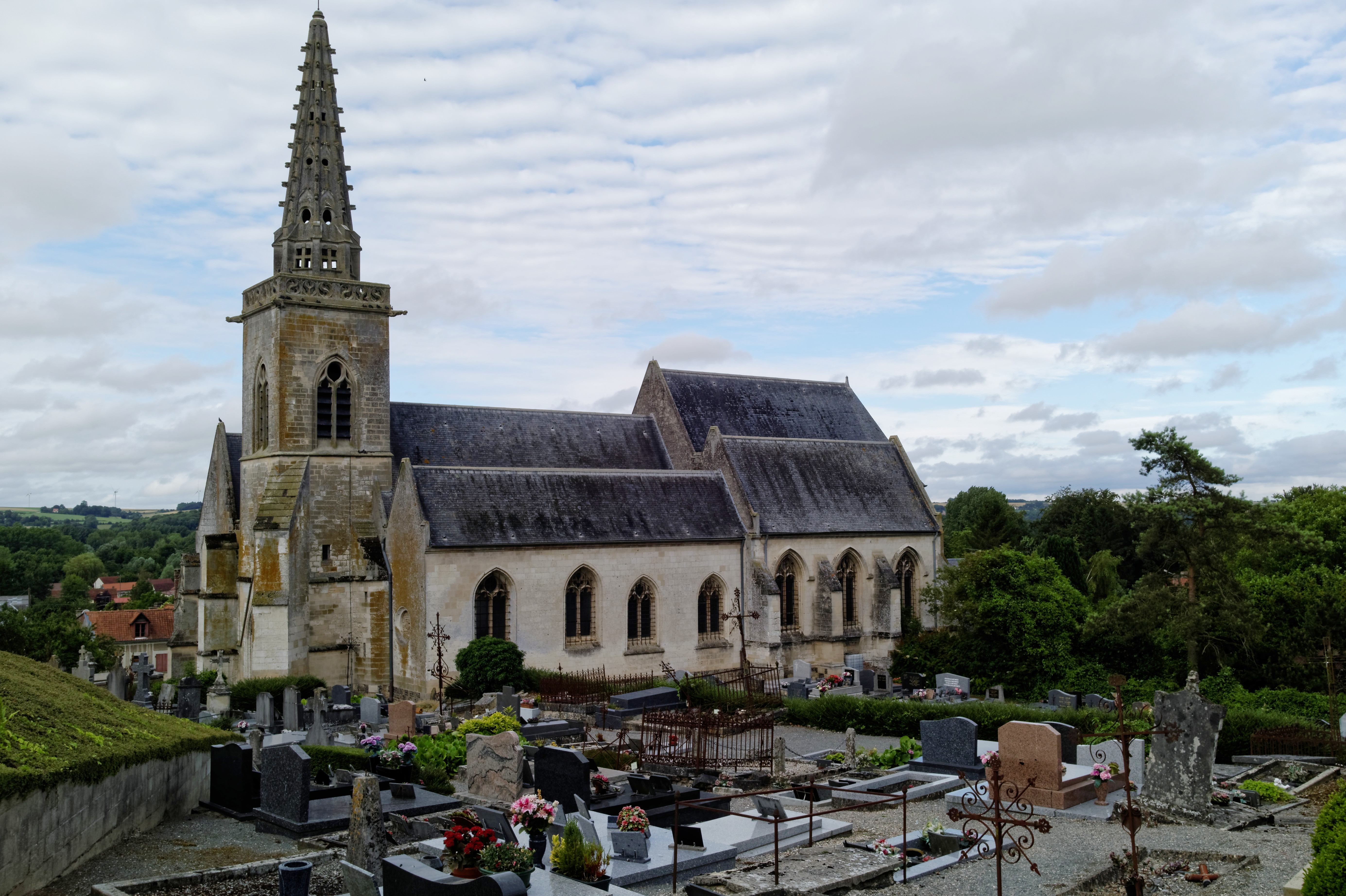
Clocher, façade sud, cimetière
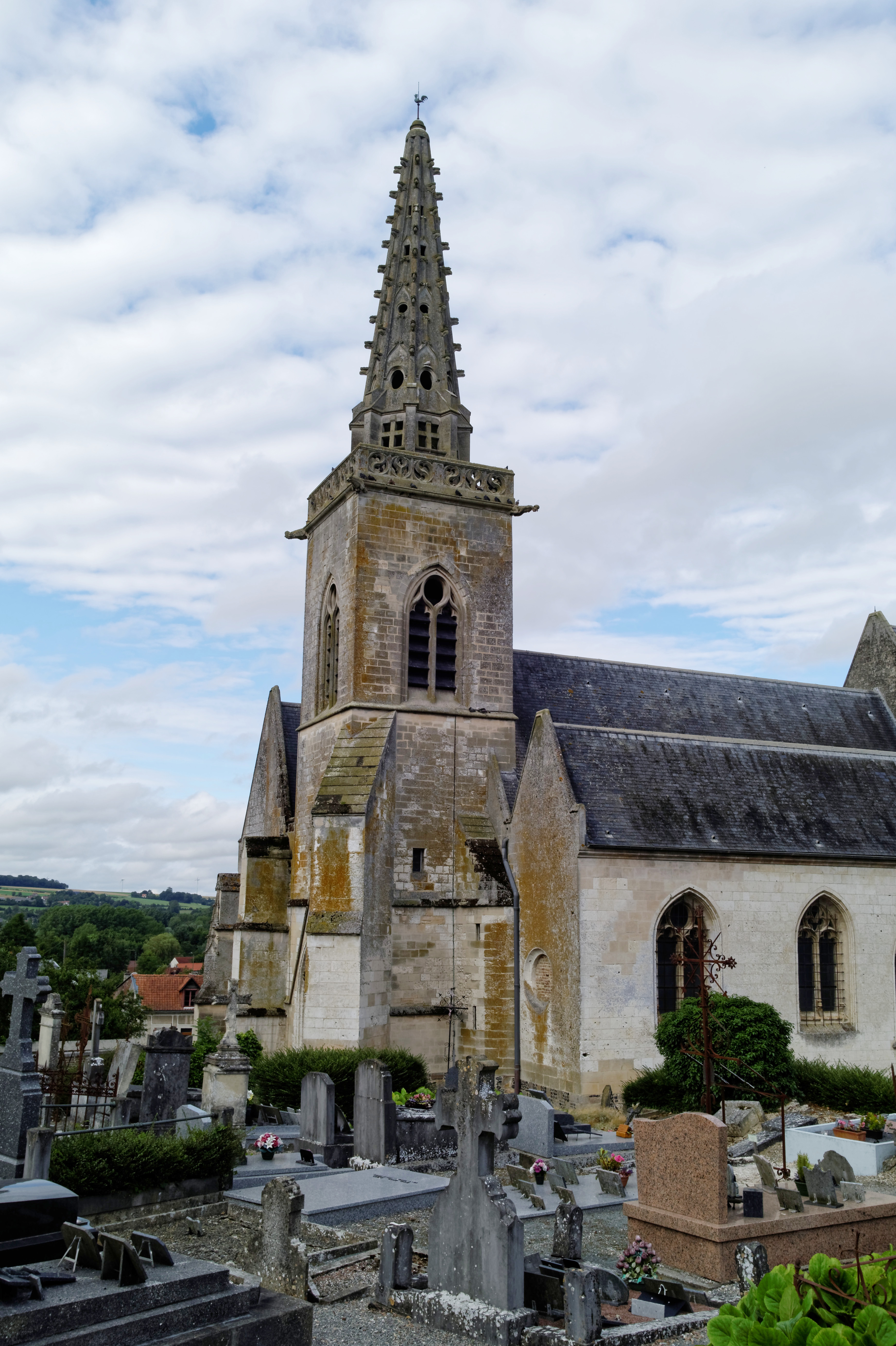
Clocher et cimetière

### Intérieur
L’intérieur de l’église est composé de trois nefs : une nef centrale et deux nefs latérales. Celle de gauche est la chapelle de la Vierge dont les pendentifs sont d’origine, sauf un reconstitué après la guerre (ils sont tous en pierre de Richemont), et celle de droite est la chapelle de Saint-Joseph.
- Le maître-autel est attribué à Jean-Baptiste Carpentier.

Les voûtes de la chapelle de la Vierge portent la date de 1561, elles sont ornées de clefs pendantes sculptées, longues de 60 centimètres. Cette chapelle se compose de trois travées :
- La première travée représente le procès de Paradis. Dieu au centre, avec derrière Adam et Ève. Devant lui, la Paix et la Justice. À sa droite, la Miséricorde et à sa gauche la Vérité, avec les Patriarches.
- La seconde travée : au centre, Jérémie et l’Ange Gabriel. Devant la Justice, face à Jérémie, se trouve Isaïe. Devant Gabriel se trouve David. Entre les trois groupes, deux écus représentent les armes de France et celles de la famille d’Egmont.
- La troisième travée : au centre, la Visitation et la Fuite en Égypte. Derrière David, face à la Visitation se trouve la Vierge Marie. deux écus représentent un lac d’Amour et le monogramme de l’architecte.

Les clefs de voûte du chœur sont de style Renaissance, elles ont été reconstruites après 1945. 
La voûte de la nef a été refaite en chêne (principe du bateau renversé).
Le sol d’origine, en ardoise (schiste), a été remplacé par un dallage en marbre. 
En 1939, à la déclaration de guerre, les vitraux furent enlevés et entreposés à Champs-sur-Marne (région parisienne). Ils furent réinstallés à la fin du XXe siècle. Ils ont été restaurés et des éléments modernes y ont été intégrés.
L'édifice renferme des statues en bois polychrome du XVIe siècle dont celles de saint Roch et de saint Jean qui ont fait l'objet d'une restauration et d'une mise sous protection en 2016.

## Pour approfondir